# Omphalotropis gracilis
Omphalotropis gracilis é uma espécie de gastrópode  da família Assimineidae.
É endémica de Guam.